# Gotthilf Ludwig Möckel
Pour les articles homonymes, voir Mockel.
Gotthilf Ludwig Möckel, né le 22 juillet 1838 à Zwickau et mort le 26 octobre 1915 à Doberan, est un architecte allemand, dont l'essentiel de l'œuvre est représenté par des églises néogothiques en plus de quelques édifices profanes.

## Biographie
Après des études à Zwickau, Möckel étudie en 1852-1853 à l'école supérieure technique royale de Chemnitz et poursuit sa formation d'architecte ensuite à Zwickau, jusqu'en 1858. Il entre ensuite comme dessinateur au bureau du génie des chemins de fer de Chemnitz, puis chez l'architecte Edwin Oppler (de) à Hanovre. Il reprend ensuite des études en 1861-1862 au Polytechnikum de Hanovre et s'intéresse à l'art gothique d'Allemagne du nord. Il devient dès lors l'un des meilleurs spécialistes de l'architecture néogothique de briques, typique de ces contrées. Il épouse en 1866 Emilie Schlegel, fille d'un sénateur de Göttingen qui lui donne cinq fils et deux filles.
Möckel est architecte à son compte à Dresde de 1867 à 1875. Il construit surtout des immeubles, des villas et des hôtels particuliers. Il fait partie de l'union des ingénieurs et architectes du royaume de Saxe à Leipzig en 1873. De 1875 à 1885, il construit nombre d'églises et châteaux et restaure l'église Saint-Nicolas de Löbau (de). Il est nommé à l'académie de Dresde en 1881. Il construit à partir de 1877 plusieurs bâtiments à Doberan, la chapelle catholique de Heiligendamm, l'ancienne abbaye de Doberan, etc. Si bien qu'en 1885 il fait de Doberan sa résidence. Sa villa (aujourd'hui musée de la ville) est construite en style néogothique en 1887-1888. Il est architecte en chef des églises du grand-duché du Mecklembourg en 1889.
Il meurt en 1915 quelques semaines après avoir pris sa retraite.

## Œuvres principales

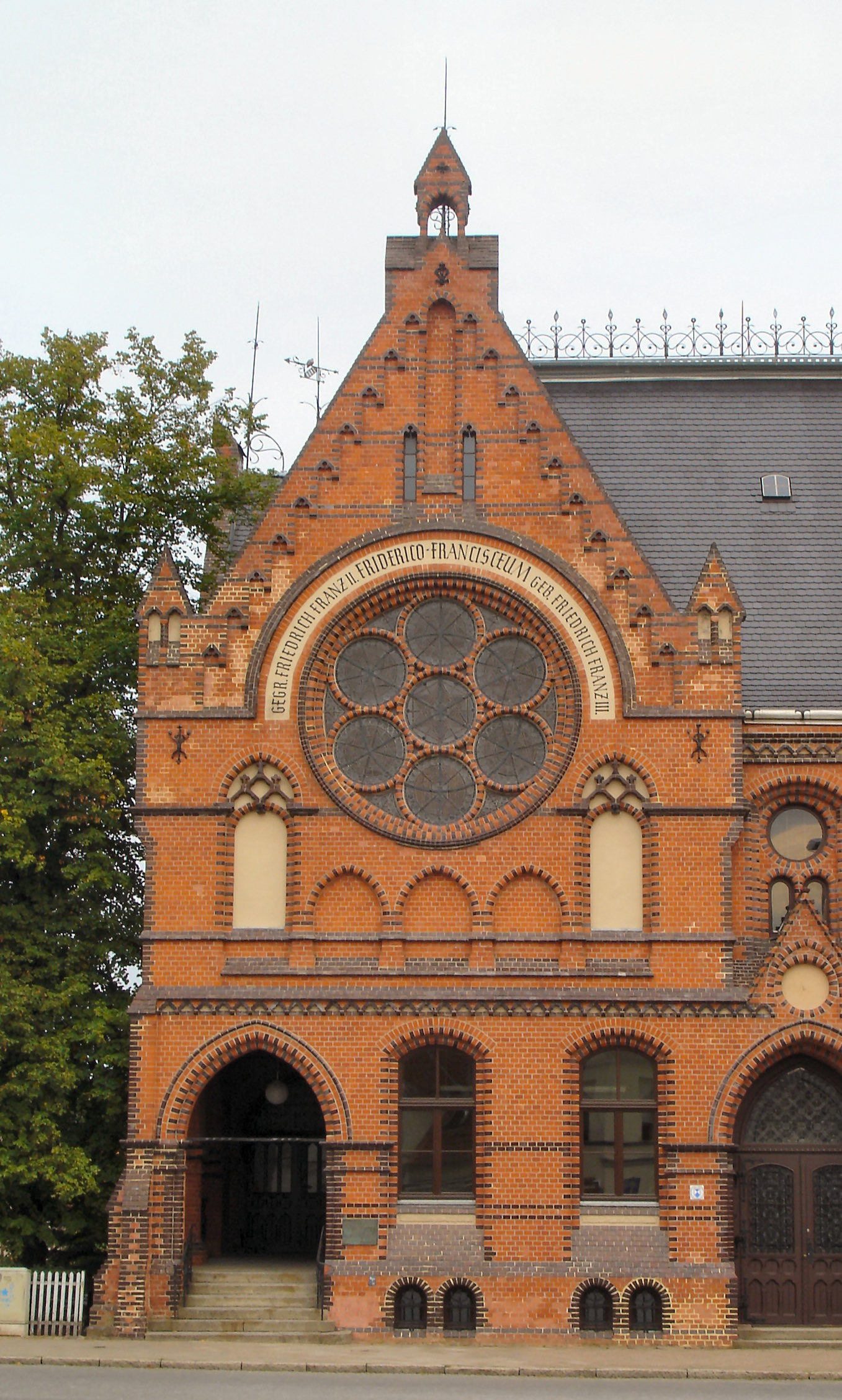
Détail du lycée de Bad Doberan

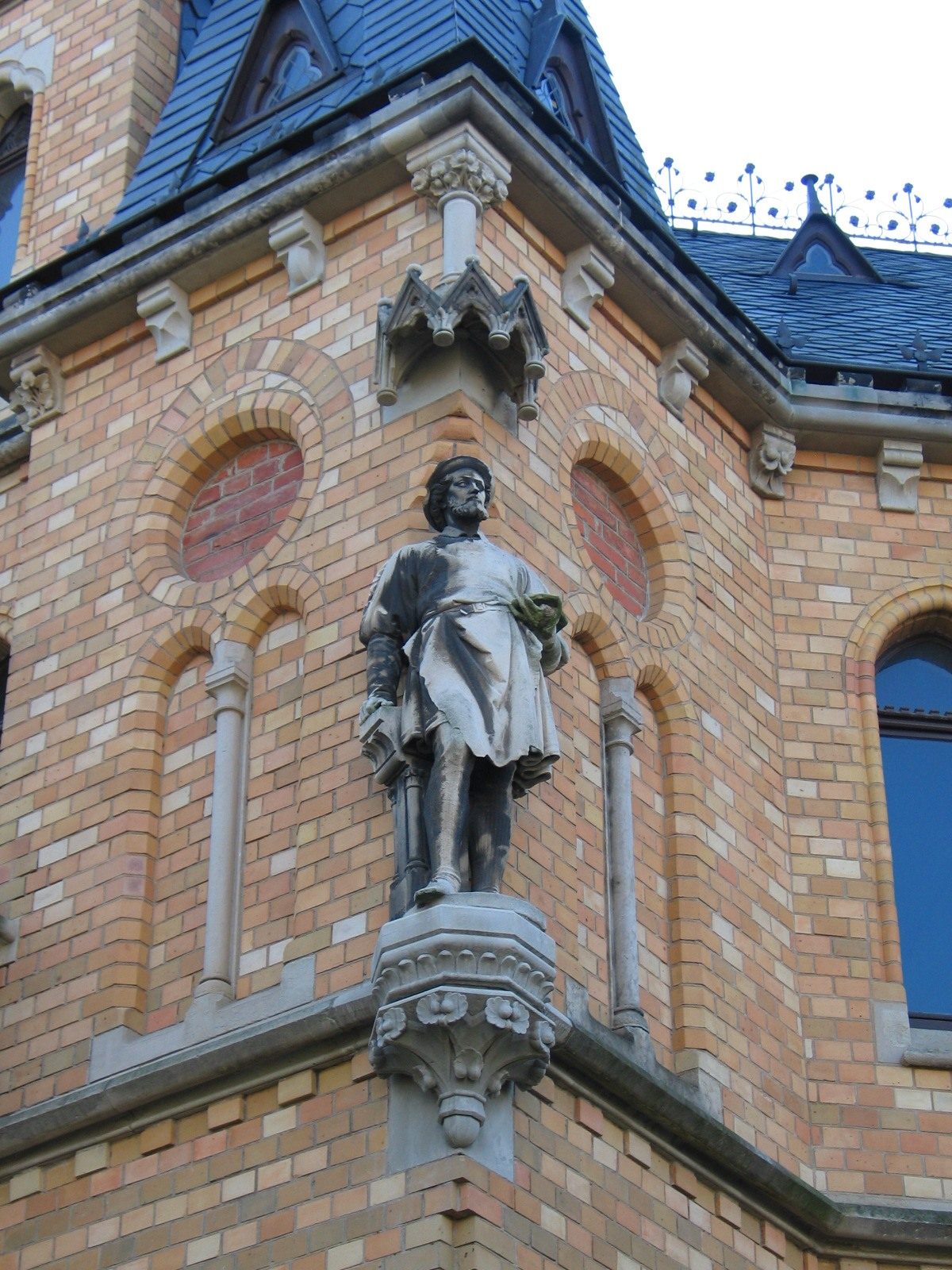
Statue représentant Möckel (villa Möckel à Dresde

- 1872-1875 : église Sainte-Catherine d'Annaberg-Buchholz
- 1873-1876 : église Saint-Luc de Zwickau-Planitz
- 1874-1878 : église Saint-Jean de Dresde (détruite)
- 1876-1880 : église du Sauveur de Dresde-Striesen (détruite)
- 1877-1878 : villa Möckel (de) à Dresde
- 1877 : chapelle catholique de Heiligendamm
- 1878 : église de Luppa, près de Radibor
- 1881 : église de Briesnitz à Dresde
- 1882-1884 : église Saint-Marc de Reudnitz à Leipzig (fermée en 1998)
- 1882-1884 : château de Schönfeld
- 1886-1887 : château de Gelbensande
- 1887-1888 : villa Möckel à Doberan
- 1888 : Château de Melkof, près de Vellahn
- 1888-1891 : église de Polchow
- 1887-1889 : lycée de Doberan
- 1889-1893 : tribunal de Rostock
- 1891-1892 : bâtiment des douanes de Warnemünde
- 1892-1894 : église luthérienne de la Réconciliation de Berlin
- 1892-1894 : église luthérienne du Bon-Samaritain à Berlin
- 1892-1895 : église du Sauveur à Berlin
- 1895-1897 : église de Gnevsdorf
- 1896 : église du Sauveur de Potsdam (de)
- 1896-1899 : église de la Trinité de Hainichen
- 1896-1898 : église de Pampow
- 1897 : château de Groß-Lüsewitz, près de Rostock
- 1904 : chapelle luthérienne de Heiligendamm
- 1908 : église de Graal-Müritz
- 1908-1909 : église luthérienne Saint-Jean de Smyrne (Empire ottoman)
- 1909 : église du Christ de Rostock (fermée en 1971)